# Гленвуд-Спрингс
Гле́нвуд-Спрингс (англ. Glenwood Springs) — город в штате Колорадо, США. Административный центр и крупнейший населённый пункт округа Гарфилд. Население — 9614 человек (по переписи 2010 года).

## История
Издавна на территории современного Гленвуд-Спрингса жили индейцы-юты, ценившие горячие водные источники, располагающиеся здесь. В 1879 году Джеймс Лэндис построил близ горячих источников небольшой дом. В 1882 году земля Лэндиса была куплена Айзеком Купером, собиравшимся превратить это место в курортный центр. В 1883 году на месте современного Гленвуд-Спрингс Уолтер Деверо (Walter Devereux), владелец серебряных и угольных шахт, основал небольшое поселение Дефайенс (Defiance — «Сопротивление»). В 1885 году из-за малопривлекательного названия он был переименован в Гленвуд-Спрингс по просьбе жены одного из первопоселенцев, Сары Купер. Сара была родом из Гленвуда, городка в штате Айова. 4 сентября 1885 года Гленвуд-Спрингс получил статус города.
В 1886 году Деверо основал в Гленвуд-Спрингс Гленвудскую электрическую компанию. Таким образом город стал одним из первых населённых пунктов США, снабжаемых электричеством за счёт ГЭС.
5 октября 1887 года через каньон Гленвуд и Гленвуд-Спрингс была проведена железная дорога Денвер и Рио-Гранде. 12 декабря 1887 года сюда проведена линия железной дороги Колорадо-Мидленд.
В 1893 году Уолтер Деверо открыл в городе отель «Колорадо», в которую для посещения источников стали съезжаться жители со всего мира. Во время Первой мировой войны благосостояние Гленвуд-Спрингс держалось за счёт фермерских хозяйств вокруг города.
В 1967 года было утверждено строительство магистрали I-70 через Гленвуд-Спрингс. Последний участок, проходящий через каньон Гленвуд, был закончен в 1992 году.
Гленвуд-Спрингс получил печальную известность в 1994 году, когда в пожаре на горе Сторм-Кинг близ города погибли 14 работников службы пожаротушения.

## Транспорт

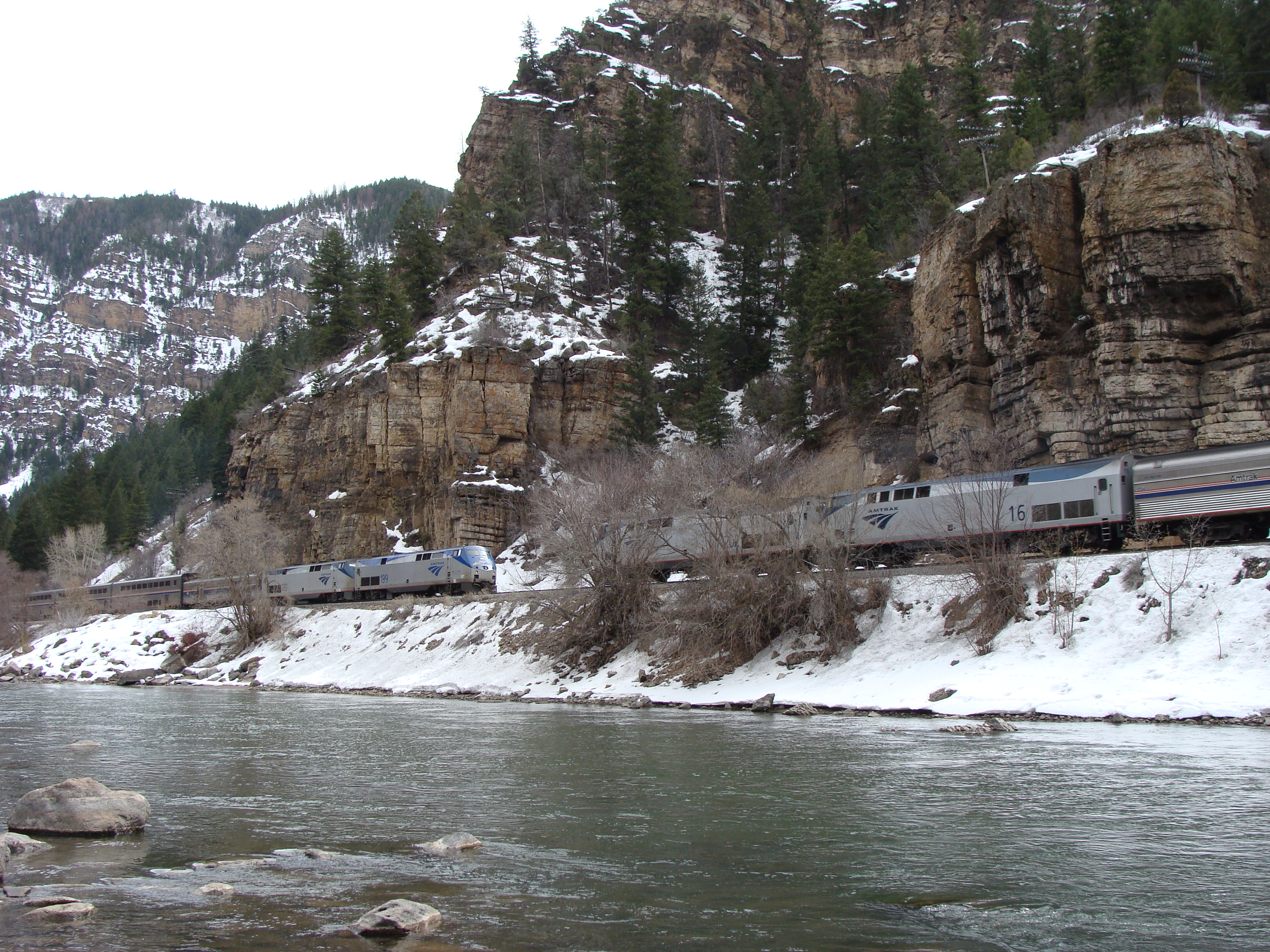
Поезда Amtrak в каньоне Гленвуд

Гленвуд-Спрингс расположен на магистрали I-70, в 160 милях от Денвера и в 85 милях от Гранд-Джанкшен.
Через город проходит железнодорожная линия Amtrak, соединяющая Чикаго и Сан-Франциско. Гленвуд-Спрингс — вторая по загруженности станция в штате Колорадо после Денвера.
В городе действует аэропорт Гленвуд-Спрингс, построенный для военных нужд в 1940-х годах.

## Демография
Согласно данным переписи населения 2010 года, в Гленвуд-Спрингс проживало 9614 человек. В 2000 году этот показатель составлял 7736 человек.
Расовый состав жителей города в 2010 году распределился следующим образом: представителей белой расы 81,35 %, афроамериканцев 1,21 %, коренных американцев 0,11 %, азиатов 0,79 %, представителей двух и более рас 2,31 %, латиноамериканцев любой расы 31,53 %.